# Kahimi Karie
Kahimi Karie  (カヒミ・カリィ?, Kahimi Karī), nata Mari Hiki (比企マリ?, Hiki Mari) (Utsunomiya, 15 marzo 1968) è una cantante giapponese.
Figura di primo piano dello Shibuya kei, stile musicale per cui sono stati celebri esponenti anche i Pizzicato Five, è stata musa di alcuni autori tra cui Cornelius, Momus, Philippe Katerine ed è nota per il suo spirito sperimentatore che l'ha portata ad affrontare una gran varietà di generi dall'elettronica fino al jazz (come cantante per Otomo Yoshihide's New Jazz Ensemble).
Il suo stile risente molto dell'influsso di Serge Gainsbourg, in particolare dei lavori di lui interpretati da Jane Birkin, con quel peculiare uso della "non voce", tra sussurrato e soffiato, che trasforma il canto in un recitato molto suggestivo. In Italia è nota soprattutto per la canzone con testo in italiano Giapponese a Roma, che è stata a lungo dileggiata dalla trasmissione radiofonica Il ruggito del coniglio (nella quale il brano è diventato un tormentone), usata come sottofondo in una serie di pubblicità radiofoniche per il modello Wagon R+ della casa automobilistica Suzuki ed eseguita in una cover dal duo Il Genio.
Canta in giapponese, inglese, francese, italiano e spagnolo. Vive tra Tokyo e Parigi.

## Discografia

### Album
- 1997 - Larme de crocodile (Crue-L KYTHMAK-031DA)
- 1998 - K.K.K.K.K. (Polydor POCP-7296)
- 2000 - Tilt (Polydor POCH-1949)
- 2001 - My Suitor (Polydor)
- 2003 - Trapéziste (Victor VICL-61070)
- 2004 - Montage (Victor VICL-61374)
- 2006 - NUNKI (Victor VICL-62135)
- 2010 - It's Here (Victor VICL-63613)

### Raccolte, compilation e remix
- 1998 - a K is a K is a K (Polydor); compilation
- 1998 - Kahimi Karie Remixes (Crue-L KYTHMAK-038D); remix
- 1998 - Kahimi Karie (Minty Fresh [US]); compilation
- 1998 - The Best Of Trattoria Years Plus More (Trattoria Menu.164/FC-023/PSCR-5708); best of
- 2000 - K.K. Works 1998-2000 (Polydor); best of
- 2007 - Specialothers (Victor VICL-62433); compilation

### LP, EP e singoli
- 1992 - Kahimi Karie and the Crue-L Grand Orchestra / Mike Alway's Diary (Crue-L KYTHMAK-003D/CRUKAH-002D)
- 1994 - Girly (Crue-L KYTHMAK-011D/CRUKAH-003D)
- 1995 - I am a kitten (Kahimi Karie sings Momus in Paris) (Crue-L KYTHMAK-015D)
- 1995 - My First Karie (Trattoria Menu.56/PSCR-5348)
- 1995 - Leur L'existence (Trattoria Menu.62/PSCR-9102)
- 1995 - Good Morning World (Trattoria Menu.70/PSDR-5237)
- 1996 - HUMMING ga kikoeru (Trattoria)
- 1996 - Le Roi Soleil (Trattoria Menu.99/PSCR-5500)
- 1997 - Tiny King Kong (Crue-L KYTHMAK-029D)
- 1998 - One Thousand 20th Century Chairs (Polydor POCP-7297)
- 2000 - Once Upon A Time (Polydor POCH-1913)
- 2000 - Journey To The Center Of Me (Polydor POCH-1927)
- 2004 - NaNa (Victor VICL-35620)

### DVD
- 2006 - KOCHAB (Victor VIBL-344)
- 2007 - Muhlifein (Victor VIBL-391)

### Altro
- 2000 - K.K. LIMITED EDITION 2000(Live Tour VHS, Live Tour CD, Remix CD, T shirts, Bag, Stickers, Badges and Photobook.Limited only for this) (UPCH-9006)